# Котляри
Котляри (укр. Котлярі, до 2016 — Коммуна́р, до 2025 года — Котляры) — село, Котляровский сельский совет, Харьковский район, Харьковская область, Украина.
Код КОАТУУ — 6325181201. Население по переписи 2001 года составляет 2086 (969/1117 м/ж) человек.
Является административным центром Котляровского сельского совета, в который, кроме того, входит село Молчаны.

## Географическое положение
Село Котляри находится на границе города Харьков в районе Харьковского аэропорта на небольшой реке Жихарь (река), протекающей в балке Мокрый Жихарь.
Примыкает к селу Молчаны, находящемуся выше по течению. К селу примыкает небольшое озеро «Аэропорт».
Рядом проходит автомобильная дорога Т-2105 (М-03-E 40) — продолжение проспекта Гагарина.

## История
- 1863 год — дата первого упоминания села[5].
- После 1930 года в состав села присоединили более древний хутор Войтенков (Драгомиров)[5].
- В 1940 году, перед ВОВ, на хуторе Котляры, находившемся на правом берегу реки Жихарь, были 46 дворов[6]
- 1950 — переименовано в село Коммунар.
- Между 1967[7] и 1975 годами[8] село Коммунар было исключено из состава Пономаренковский сельсовет, перейдя в состав Безлюдовский сельсовет,[9] а затем образовав в 1992 свой Коммунарский, с 2016 — Котляровский сельский совет.
- 2016 — название бывшего посёлка Коммунар было «декоммунизировано» и возвращено название Котляры.
- 2025 — название было исправлено с Котляры на Котляри.

## Промышленность
- Безлюдовский мясокомбинат